# Sondre Rossbach
Sondre Løvseth Rossbach (Porsgrunn, 7 februari 1996) is een Noors voetballer die speelt als doelman. In januari 2024 verruilde hij Odds BK voor Stabæk.

## Clubcarrière
Rossbach speelde in de jeugd van Urædds FK, toen hij die in maart 2011 verruilde voor die van Odds BK. Hier werd hij in 2013 doorgeschoven naar het eerste elftal, waarvoor hij op 22 september zijn debuut maakte. Op die dag werd er met 5–1 gewonnen in een thuiswedstrijd tegen Aalesunds FK. Rossbach speelde de volledige negentig minuten mee. Vanaf dit duel had hij een vaste basisplaats. In januari 2016 verlengde de doelman zijn verbintenis tot en met eind 2018. Hij was een van de tien spelers die geen minuut miste in het seizoen 2016. In maart 2018 verlengde Rossbach zijn verbintenis met één jaar tot eind 2019. Een jaar later volgde een verlenging tot medio 2021. In augustus 2022 werd Rossbach tot het einde van het kalenderjaar gehuurd door Vålerenga IF als vervanger van de vertrokken Per Kristian Bråtveit. Na deze verhuurperiode mocht hij opnieuw tijdelijk vertrekken; in januari 2023 nam Degerfors IF hem over. In de Allsvenskan had hij overwegend een basisplaats. In januari 2024 liet hij Odds definitief achter zich, om bij Stabæk te gaan spelen.

## Clubstatistieken
| Seizoen | Club           | Competitie  | Competitie | Competitie | Beker | Beker | Internationaal | Internationaal | Totaal | Totaal |
| Seizoen | Club           | Competitie  | Wed.       | Dlp.       | Wed.  | Dlp.  | Wed.           | Dlp.           | Wed.   | Dlp.   |
| ------- | -------------- | ----------- | ---------- | ---------- | ----- | ----- | -------------- | -------------- | ------ | ------ |
| 2013    | Odds BK        | Eliteserien | 7          | 0          | 0     | 0     | —              | —              | 7      | 0      |
| 2014    | Odds BK        | Eliteserien | 3          | 0          | 0     | 0     | —              | —              | 3      | 0      |
| 2015    | Odds BK        | Eliteserien | 30         | 0          | 3     | 0     | 8              | 0              | 41     | 0      |
| 2016    | Odds BK        | Eliteserien | 30         | 0          | 2     | 0     | 4              | 0              | 36     | 0      |
| 2017    | Odds BK        | Eliteserien | 23         | 0          | 1     | 0     | 5              | 0              | 29     | 0      |
| 2018    | Odds BK        | Eliteserien | 28         | 0          | 1     | 0     | —              | —              | 29     | 0      |
| 2019    | Odds BK        | Eliteserien | 30         | 0          | 4     | 0     | —              | —              | 34     | 0      |
| 2020    | Odds BK        | Eliteserien | 29         | 0          | 0     | 0     | —              | —              | 29     | 0      |
| 2021    | Odds BK        | Eliteserien | 17         | 0          | 0     | 0     | —              | —              | 17     | 0      |
| 2022    | Odds BK        | Eliteserien | 0          | 0          | 1     | 0     | —              | —              | 1      | 0      |
| 2022    | → Vålerenga IF | Eliteserien | 2          | 0          | 0     | 0     | —              | —              | 2      | 0      |
| 2023    | → Degerfors IF | Allsvenskan | 24         | 0          | 3     | 0     | —              | —              | 27     | 0      |
| 2024    | Stabæk         | 1. divisjon | 30         | 0          | 2     | 0     | —              | —              | 32     | 0      |
| 2025    | Stabæk         | 1. divisjon | 4          | 0          | 0     | 0     | —              | —              | 4      | 0      |
| Totaal  | Totaal         | Totaal      | 257        | 0          | 17    | 0     | 17             | 0              | 291    | 0      |

Bijgewerkt op 29 april 2025.

## Trivia
Hij is de zoon van voormalig Noors international Einar Rossbach, die tevens als doelman speelde.